# Plaza de toros di Ronda
La Plaza de toros di Ronda è uno storico edificio in stile neoclassico della città di Ronda, in Andalusia.
L'arena è stata costruita tra il 1779 e il 1784 su progetto di Martín Aldehuela, è una delle più antiche plaza de toros spagnole e soprattutto la prima in cui si svolse una corrida.
È anche la plaza de toros più antica tra quelle costruite interamente in pietra e quella che, con i suoi 66 metri, possiede il terreno di combattimento tra i più grandi al mondo, anche se non è una delle più grandi per la capienza che conta solo 5.000 posti.
Oltre che per la sua antichità, la Plaza de toros di Ronda riveste una particolare importanza anche nella storia della corrida: qui si sviluppò infatti il cosiddetto "stile di Ronda", che si contrappone allo "stile di Siviglia" e che ha tra i suoi pionieri il torero Pedro Romero, considerato tra i "padri" della corrida moderna.
Qui si svolge inoltre ogni anno in settembre la corrida goyesca, che attira numerosi visitatori e tiene incollati numerosi spettatori davanti ai televisori. L'edificio è anche sede della Real Maestranza de Caballería di Ronda ed ospita il Museo Taurino, inaugurato nel 1984 e che espone numerosi cimeli legato alla corrida.
L'edificio è classificato come Bien de Interés Cultural.

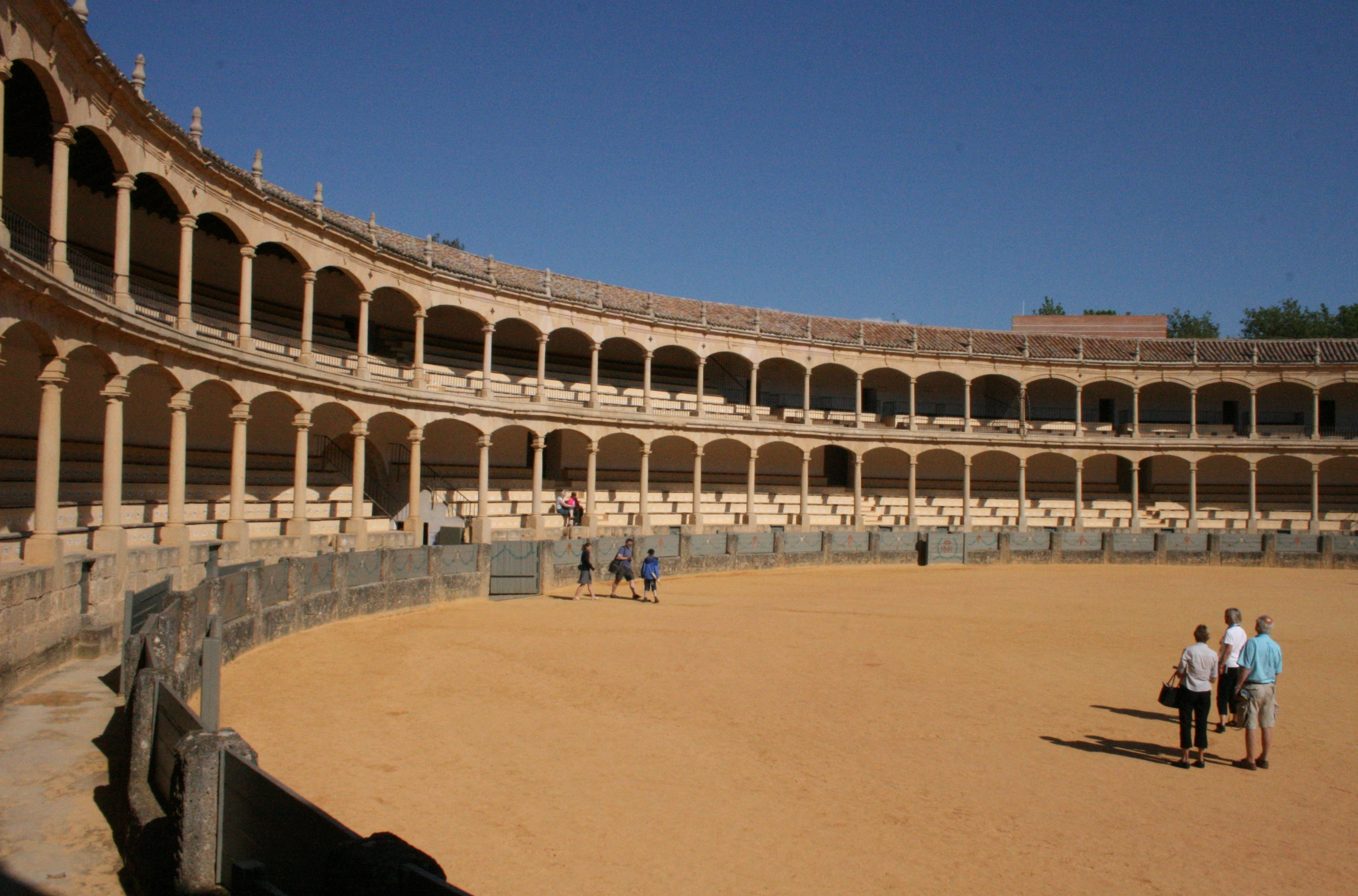
La Plaza de Toros

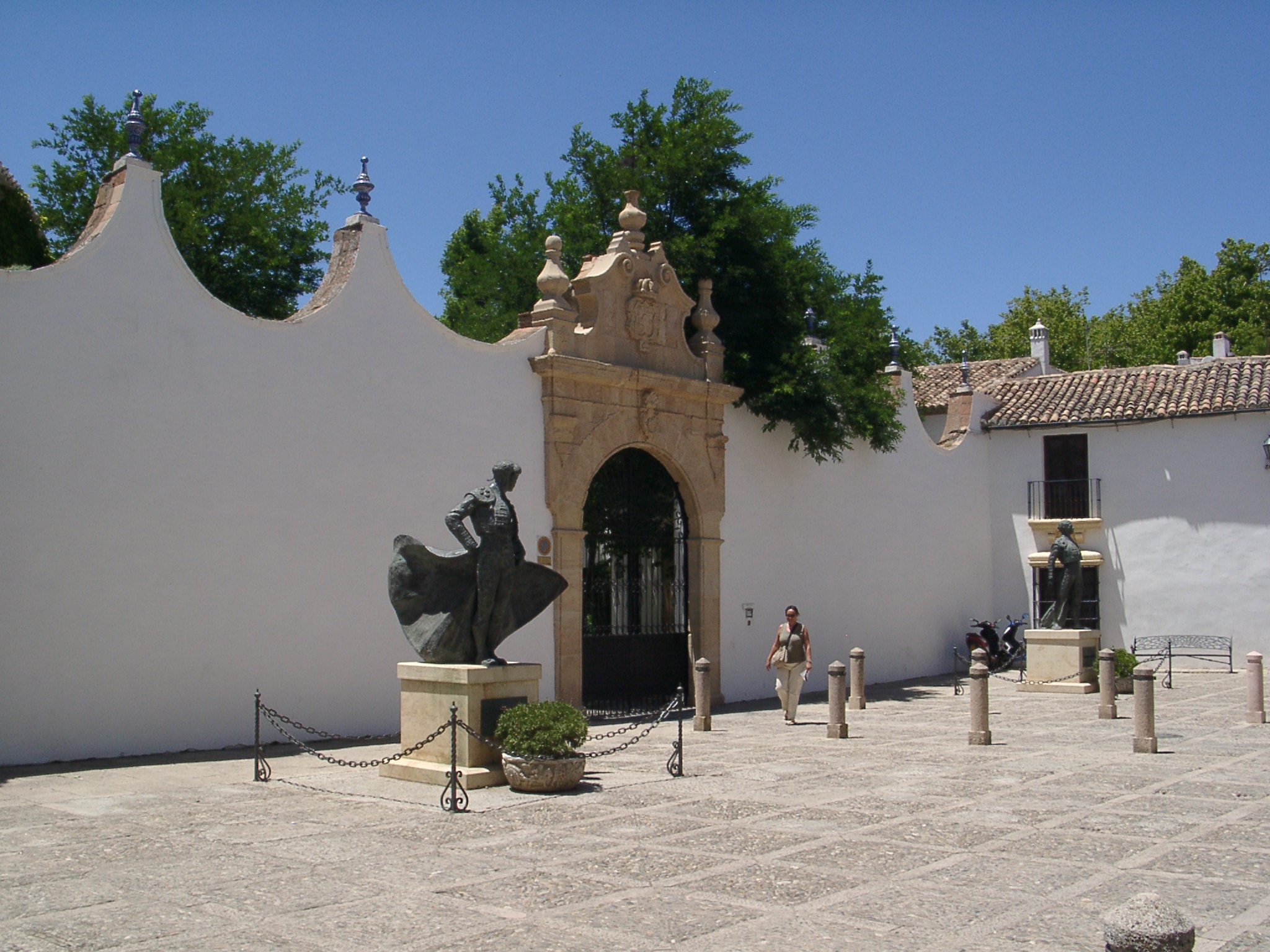
L'ingresso dell'arena con la statua al torero Cayetano Ordóñez

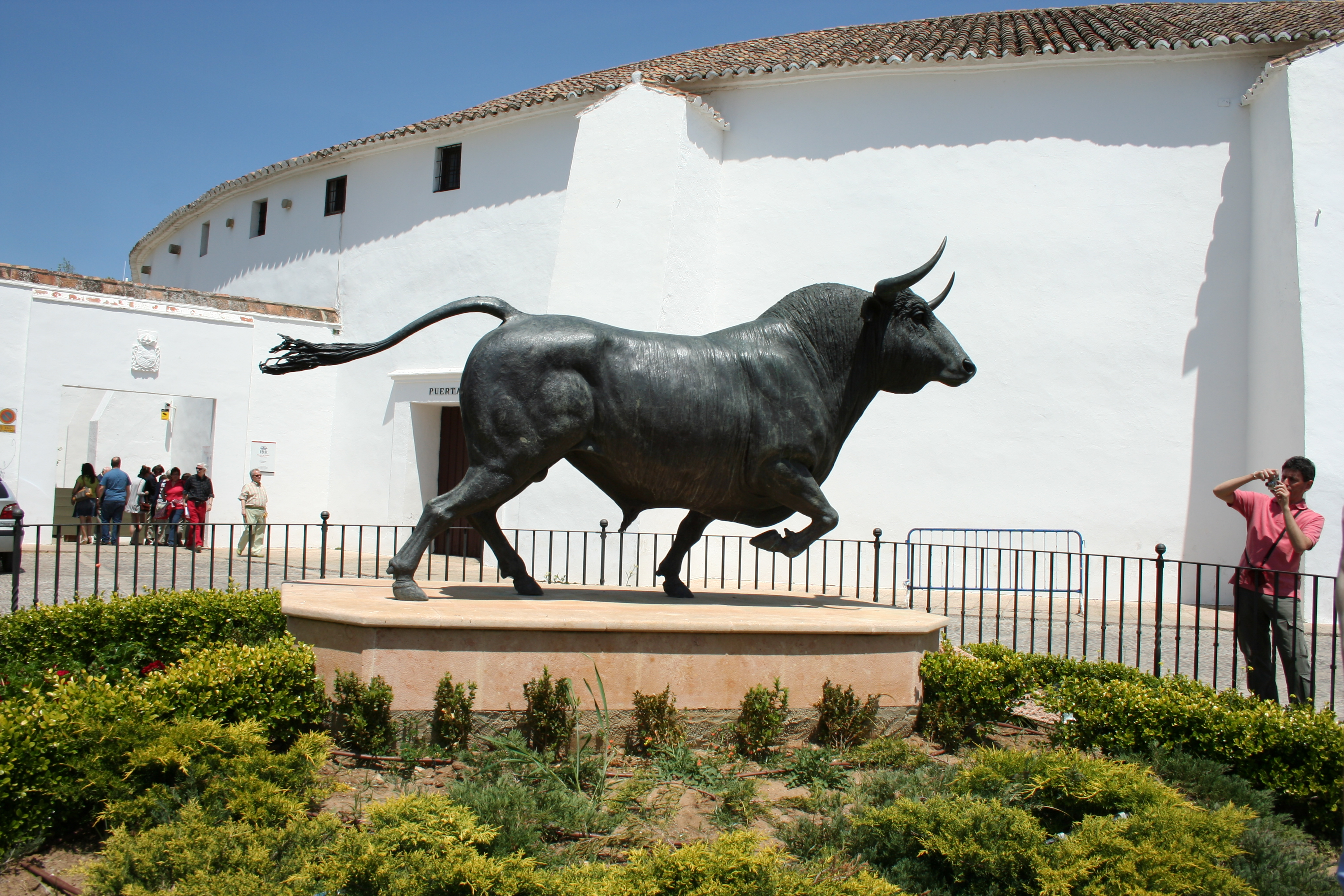
Scultura raffigurante un toro all'esterno dell'arena

## Storia
L'arena venne inaugurata nel maggio del 1784 e nello stesso mese si svolse anche la prima corrida. In quell'occasione, tuttavia, crollò parte dell'edificio, che dovette quindi rimanere chiuso per circa un anno per ristrutturazioni.
La seconda inaugurazione ebbe così luogo il 17 maggio 1785 con una corrida in cui parteciparono i toreri Pedro Romero e Pepe-Hillo.

## Caratteristiche
L'edificio presenta cinque file di gradinate, disposte su due piani sovrapposti e sorrette da 136 colonne che formano 68 archi.

## Toreri celebri esibitisi nella Plaza de Toros di Ronda
- Pedro Romero
- Pepe-Hillo
- Cayetano Ordóñez
- Antonio Ordóñez
- Luis Miguel Dominguín

## La Plaza de Toros de Ronda nei media
- Nella Plaza de Toros di Ronda è stato girato il video del brano di Madonna Take a Bow.[14]